# Sant’Apollinare
Sant’Apollinare ist eine italienische Gemeinde in der Provinz Frosinone in der Region Latium mit 1811 Einwohnern (Stand 31. Dezember 2023). Sie liegt 139 km südöstlich von Rom und 61 km südöstlich von Frosinone.

## Geographie
Sant’Apollinare liegt auf einem Hügel im Lirital unterhalb des Monte Paolino (320 m), einem Ausläufer der Monti Aurunci. Beim Ortsteil Giunture vereinigt sich der Liri mit dem Gari zum Garigliano, dem Grenzfluss zu Kampanien.
Die Nachbarorte sind Cassino, Pignataro Interamna, Rocca d’Evandro (CE), San Giorgio a Liri, Sant’Ambrogio sul Garigliano, Sant’Andrea del Garigliano und Vallemaio.

### Verkehr
Sant’Apollinare liegt 19 km von der Autobahn A1 Autostrada del Sole, Ausfahrt Cassino, entfernt.

## Bevölkerungsentwicklung
| Jahr      | 1861 | 1881 | 1901 | 1921 | 1936 | 1951 | 1971 | 1991 | 2001 |
| --------- | ---- | ---- | ---- | ---- | ---- | ---- | ---- | ---- | ---- |
| Einwohner | 2239 | 2142 | 2713 | 2975 | 2959 | 2889 | 1979 | 2038 | 1950 |

Quelle: ISTAT

## Politik
Enzo Scittarelli (Bürgerliste) wurde im Juni 2009 zum Bürgermeister gewählt.